# Andrias japonicus
La salamandra gigante japonesa (Andrias japonicus) es una especie de anfibio caudado de la familia Cryptobranchidae. Es endémica de Japón, encontrándose en las islas de Honshu, Shikoku y Kyushu. Puede llegar a medir 1,50 m.

## Historia natural
Se alimenta de peces y crustáceos, y puede vivir hasta 50 años. Caza principalmente por la noche, y debido a su escaso sentido de la vista, usa sensores en su cabeza y cuerpo para detectar cambios en la presión del agua, permitiéndole detectar a su presa.
Durante la época de apareamiento, estas salamandras viajarán río arriba donde después de la fertilización de los huevos, el macho los cuidará por al menos seis meses. En este punto, las crías acumularán grasa hasta estar listas para cazar. Una vez listas cazarán en grupo, en lugar de hacerlo individualmente.